# Huevos al plato

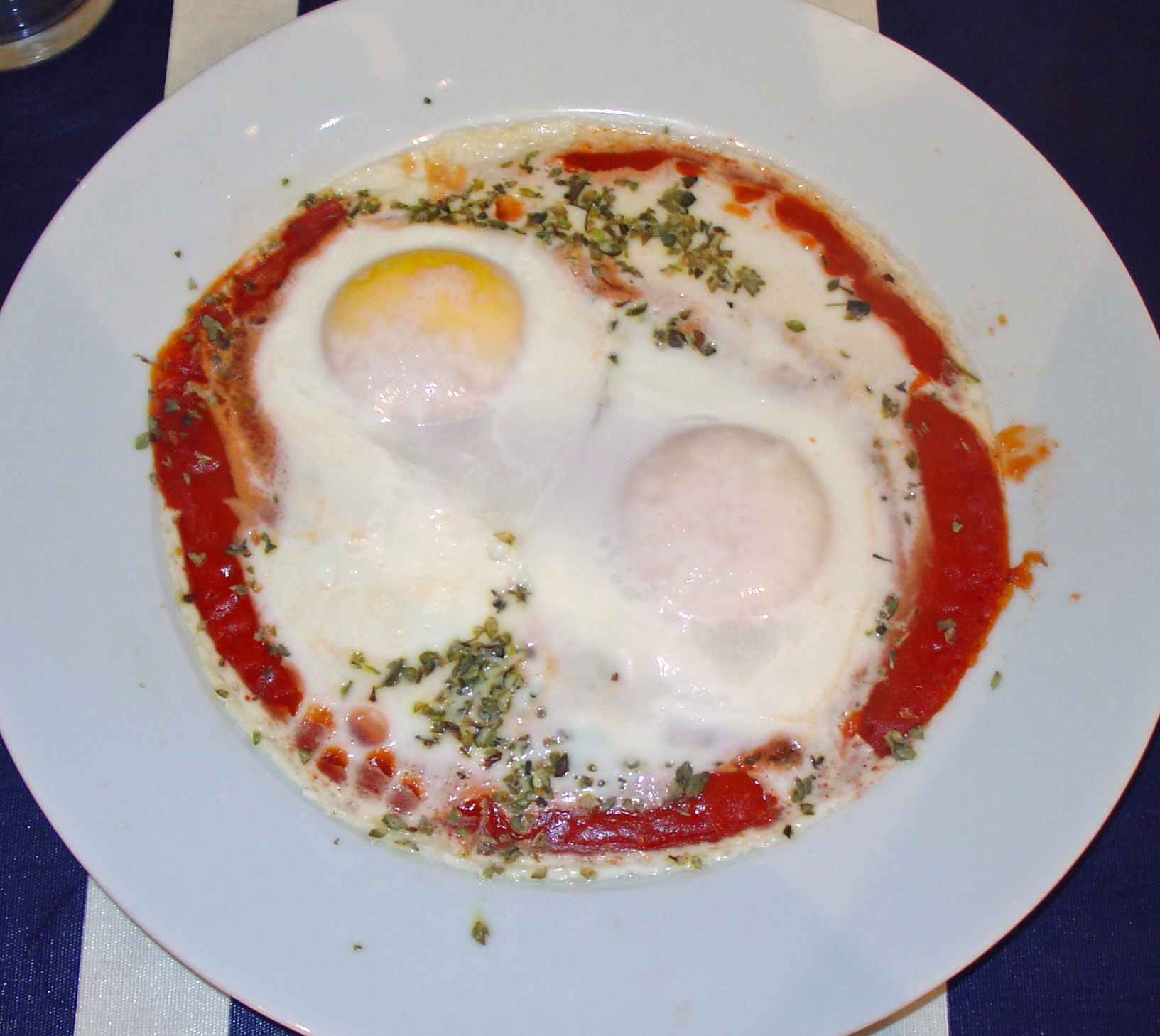
Unos huevos al plato con salsa de tomate.

Los huevos al plato (denominados también huevos a la cazuela o en Francia: œufs au plat) es una técnica culinaria para hacer diversos platos de huevo. Se suelen preparar los huevos en el mismo plato que se servirán. Este tipo de plato hace que el propio calor del plato (previamente calentado en una fuente de calor) haga cuajar el huevo y lograr de esta forma su cocinado. 

## Características
Los huevos al plato suelen emplear recipientes (generalmente un plato) de materiales como cerámica o materiales refractarios. Es decir aquellos que permitan resistir el choque térmico mediante un cambio súbito de temperatura. Puede ser empleado como recipiente un ramekin o una cazuela de barro. Para que los huevos no se peguen durante el cocinado se suele recubrir la superficie con elemento graso, que puede ser manteca de cerdo, mantequilla, aceite de oliva, etc. El plato, o recipiente se incluye en una fuente de calor, habitualmente suele ser un horno. 
Cuando adquiere una temperatura cercana a los 180 °C se vierten con cuidado los huevos para no romper la yema. Cuando la clara deje de tener la consistencia fluida y presente su color blanco brillante es indicativo de que están hechos. Algunas variantes se realizan en horno desde el comienzo.

## Variantes
Existen diversas variantes en función del acompañamiento empleado. Por ejemplo con ingredientes que se fundan como lo es el queso rallado (Huevos al plato con queso). Con elementos grasos como pueda ser sobrasada, tocino. Con verduras y hortaliza como: espinacas (huevos al plato de espinacas), puerros (huevos al plato con puerros), . Con salsas como los huevos a la flamenca (con salsa de tomate). Con elementos cárnicos picados como lo puede ser chorizo y jamón (huevos al plato con chorizo y jamón). Algunas de las variantes poseen identificadores de países: Huevos al plato a la turca (con higadillos de ave), Huevos al plato a la española (con salsa de tomate),